# Forino (Gosztivar)
Forino (macedónul: Форино, albánul Forina) település Észak-Macedóniában, a Pologi körzet Gosztivari járásában.

## Népesség
| Lakosok száma | 1523 | 1726 | 2043 | 2831 | 3637 | 14   | 4047 | 4652 | 2809 |
|               | 1948 | 1953 | 1961 | 1971 | 1981 | 1991 | 1994 | 2002 | 2021 |

2002-ben 4 652 lakosa volt, akik közül 4 624 albán, 1 bosnyák, 1 szerb és 26 egyéb.